# Гази Баба
Гази Баба (на македонска литературна норма: Гази Баба) е квартал на столицата на Северна Македония Скопие, част от община Гази Баба. Гази баба е разположен в Скопската котловина в крайната източна част на града.
Според преброяването от 2002 година Гази баба има 15 182 жители.
| Националност     | Всичко |
| северномакедонци | 13 254 |
| албанци          | 523    |
| турци            | 131    |
| роми             | 246    |
| власи            | 67     |
| сърби            | 656    |
| бошняци          | 83     |
| други            | 222    |